# Автошлях Т 2117
Автошля́х Т 2117 — автомобільний шлях територіального значення у Харківській області. Пролягає територією Дергачівського району через Дергачі — Козачу Лопань до перетину з E105. Загальна довжина — 33,6 км.

## Маршрут
Автошлях проходить через такі населені пункти:
| Автошлях Т 2117     |         |
| Харківська область  |         |
| Дергачівський район |         |
| Дергачі             | Т 2103  |
| Білаші              |         |
| Безруків            |         |
| Слатине             |         |
| Прудянка            |         |
| Цупівка             |         |
| Лобанівка           |         |
| Дубівка             |         |
| Нова Козача         |         |
| Козача Лопань       |         |
|                     | E105М20 |